# CHL Import Draft
CHL Import Draft – coroczne spotkanie, na którym przedstawiciele zespołów z juniorskich rozgrywek Canadian Hockey League mogą dokonywać wyboru (draftu) uprawnionych zawodników z importu.
Jako zawodnicy z importu są uznani tacy, którzy nie posiadają statusu pobytu ani w Kanadzie ani w Stanach Zjednoczonych. Draft odbywa się tradycyjnie w ostatni tydzień czerwca lub w pierwszy tydzień lipca, po odbytym drafcie do NHL. Kluby ze stowarzyszony w CHL lig  Western Hockey League, Ontario Hockey League i Quebec Major Junior Hockey League dokonują wyboru hokeisty w ustalonej kolejności odwrotnej do klasyfikacji drużyn z minionego sezonu. Zespoły mogą wybrać maksymalnie dwóch graczy. Pierwszy CHL Import Draft odbył się w 1992. Od 2014 do 2017 obowiązywała niemożność udziału w drafcie bramkarzy z Europy.  

## Edycje
| Edycja | Wybrany z numerem 1 | Pozycja              | Klub pochodzenia              | Klub wybierający            | Liga  | Liczba wybranych |
| ------ | ------------------- | -------------------- | ----------------------------- | --------------------------- | ----- | ---------------- |
| 1992   | Václav Slánský      | Center               | Kladno Sitna                  | Red Deer Rebels             | WHL   | 35               |
| 1993   | Serhij Ołympyjew    | Lewoskrzydłowy       | Dynama Mińsk                  | Ottawa 67’s                 | OHL   | 39               |
| 1994   | Lubomír Jandera     | Obrońca              | HC Litvínov U20               | Halifax Mooseheads          | QMJHL | 41               |
| 1995   | Borys Procenko      | Prawoskrzydłowy      | Fernie Ghostriders            | Calgary Hitmen              | WHL   | 47               |
| 1996   | Maksim Spiridonow   | Prawoskrzydłowy      | Smiths Falls Bears            | London Knights              | OHL   | 70               |
| 1997   | Edo Terglav         | Prawoskrzydłowy      | Lac St. Louis Lions           | Baie-Comeau Drakkar         | QMJHL | 64               |
| 1998   | Vladimír Sičák      | Obrońca              | HC Czeskie Budziejowice       | Medicine Hat Tigers         | WHL   | 71               |
| 1999   | Agris Saviels       | Obrońca              | Wilcox Notre Dame (Sask. AAA) | Owen Sound Platers          | OHL   | 59               |
| 2000   | Ivan Huml           | Lewoskrzydłowy       | Langley Hornets               | Val-d’Or Foreurs            | QMJHL | 65               |
| 2001   | Marian Havel        | Center               | Dukla Jihlava                 | Vancouver Giants            | WHL   | 69               |
| 2002   | Jiří Drtina         | Lewy obrońca         | Slavia Praga U20              | Sault Ste. Marie Greyhounds | OHL   | 73               |
| 2003   | Michal Sersen       | Lewy obrońca         | Slovan Bratysława U20         | Rimouski Océanic            | QMJHL | 65               |
| 2004   | Zdeněk Bahenský     | Lewoskrzydłowy       | HC Litvínov U20               | Medicine Hat Tigers         | WHL   | 71               |
| 2005   | Jakub Vojta         | Prawy obrońca        | Sparta Praga U20              | Ottawa 67’s                 | OHL   | 71               |
| 2006   | Jakub Voráček       | Prawoskrzydłowy      | HC Kladno U20                 | Halifax Mooseheads          | QMJHL | 68               |
| 2007   | Tomáš Vincour       | Prawoskrzydłowy      | HC Kometa Brno U20            | Edmonton Oil Kings          | WHL   | 71               |
| 2008   | Nikita Fiłatow      | Lewoskrzydłowy       | CSKA 2 Moskwa                 | Sudbury Wolves              | OHL   | 73               |
| 2009   | Stanisław Galijew   | Prawoskrzydłowy      | Indiana Ice                   | Saint John Sea Dogs         | QMJHL | 75               |
| 2010   | Martin Marinčin     | Lewy obrońca         | HC Košice                     | Prince George Cougars       | WHL   | 71               |
| 2011   | Olli Määttä         | Lewy obrońca         | JYP U20                       | London Knights              | OHL   | 62               |
| 2012   | Iwan Barbaszow      | Center               | HK MWD Bałaszycha             | Moncton Wildcats            | QMJHL | 68               |
| 2013   | Dmitrij Osipow      | Prawy obrońca        | Ruś Moskwa U20                | Vancouver Giants            | WHL   | 78               |
| 2014   | Pavel Zacha         | Center               | Bílí tygři Liberec            | Sarnia Sting                | OHL   | 71               |
| 2015   | Władimir Kuzniecow  | Lewoskrzydłowy       | Awto Jekaterynburg            | Acadie-Bathurst Titan       | QMJHL | 78               |
| 2016   | Klim Kostin         | Lewoskrzdłowy/Center | HK MWD Bałaszycha             | Kootenay Ice                | WHL   | 79               |
| 2017   | Andriej Swiecznikow | Prawoskrzydłowy      | Muskegon Lumberjacks          | Barrie Colts                | OHL   | 72               |
| 2018   | Maxim Čajkovič      | Prawoskrzydłowy      | Malmö Redhawks J20            | Saint John Sea Dogs         | QMJHL | 77               |
| 2019   | Kasper Puutio       | Prawy obrońca        | Kärpät U20                    | Swift Current Broncos       | WHL   | 81               |
| 2020   | Matwiej Pietrow     | Prawoskrzydłowy      | Krylja Sowietow Moskwa        | North Bay Battalion         | OHL   | 66               |